# Фангамаду
Фангамаду (на френски: Fangamadou) е град и община в южна Гвинея, регион Нзерекоре, префектура Гекеду. Населението на общината през 2014 година е 24 995 души.